# Студёное (Ленинградская область)
Студёное (до 1948 года Маккола, фин. Makkola)) — посёлок в Мельниковском сельском поселении Приозерского района Ленинградской области.

## Название
Согласно постановлению общего собрания колхозников колхоза «9-е Мая» зимой 1948 года деревня Маккола получила наименование Сосново. Через нескольких месяцев название Сосново было изменено на Студеная.

## История
- Деревня Маккола на финской карте 1923 года

До 1939 года деревня Маккола входила в состав волости Ряйсяля Выборгской губернии Финляндской республики. 
С 1 января 1940 года — в составе Карело-Финской ССР.
С 1 августа 1941 года по 31 июля 1944 года финская оккупация.
С 1 ноября 1944 года, деревня Маккола учитывается в составе Ряйсяльского сельсовета Кексгольмского района Ленинградской области.
С 1 октября 1948 года в составе Мельниковского сельсовета Приозерского района. 
С 1 января 1949 года она учитывается как посёлок Студёное. 
С 1 февраля 1963 года — в составе Выборгского района.
С 1 января 1965 года — вновь в составе Приозерского района. В 1965 году население посёлка составляло 177 человек. 
По данным 1966, 1973 и 1990 годов посёлок Студёное входил в состав Мельниковского сельсовета.
В 1997 году в посёлке Студёное Мельниковской волости проживали 49 человек, в 2002 году — 61 человек (все русские).
В 2007 году в посёлке Студёное Мельниковского СП проживали 54 человека, в 2010 году — 37 человек.

## География
Посёлок расположен в северо-западной части района на автодороге 41К-185 (Комсомольское — Приозерск).
Расстояние до административного центра поселения — 4 км.
Расстояние до ближайшей железнодорожной станции Мюллюпельто — 24 км.
Посёлок находится на западном берегу озера Синее.

## Демография
| 2007 | 2010 | 2017 |
| ---- | ---- | ---- |
| 54   | ↘37  | ↗55  |

## Улицы
Демидова, Лесная, Прибрежная.